# 正親町三条公高
正親町三条 公高（おおぎまちさんじょう きんたか）は、江戸時代前期の公卿。官位は正三位・参議。正親町三条家17代。

## 経歴
元和6年（1620年）に叙爵。以降累進して、侍従・右近衛少将・右近衛中将を経て、寛永16年（1639年）に参議となり、公卿に列したが、同年に辞職した。その後、任官は無く官位だけ昇進していったが、慶安元年（1648年）になって薨去。享年30。

## 系譜
- 父：正親町三条実有
- 母：不詳
- 妻：無
  - 養子：正親町三条実昭（実弟）